# Фернандес, Ана Ибис
Ана Ибис Фернандес Валье (исп. Ana İbis (İvis) Fernández Valle; р. 3 августа 1973, Санкти-Спиритус, Куба) — кубинская волейболистка. Центральная блокирующая. 3-кратная Олимпийская чемпионка, двукратная чемпионка мира, двукратная обладательница Кубка мира.

## Биография
В женской национальной сборной Кубы по волейболу Ана Ибис Фернандес дебютировала в 1991, выиграв в её составе континентальный чемпионат. В следующем году 19-летняя спортсменка впервые стала олимпийской чемпионкой на Играх в Барселоне и впоследствии на протяжении 8 лет неизменно являлась частью великой кубинской сборной. За эти годы Фернандес ещё дважды становилась чемпионкой Олимпиад, дважды выигрывала «золото» чемпионатов мира, дважды — Кубок мира, дважды — Гран-при, а также 4 раза — чемпионаты NORCECA. Неоднократно Фернандес признавалась лучшей нападающей на крупнейших международных волейбольных соревнованиях.
После Олимпиады-2000, на которой Фернандес стала трёхкратной олимпийской чемпионкой, в сборной Кубы прошёл процесс смены поколений, в ходе которого многие выдающиеся волейболистки закончили карьеру в национальной команде. Покинула сборную и Фернандес, но в преддверии Олимпиады 2004 года вернулась и помогла обновлённой команде выиграть «бронзу». Тем самым Ана Ибис Фернандес стала обладателем четырёх олимпийских медалей, повторив рекорд советской волейболистки Инны Рыскаль, которая до этого также четырежды становилась призёром Олимпийских игр.
В апреле 1998 года Фернандес, как и многие другие выдающиеся кубинские волейболистки, получила разрешение на выезд за границу и концовку сезона 1997—1998 провела в Италии в команде из Виченцы, сумев помочь ей выйти в серию А1. Затем на протяжении двух сезонов кубинка играла в ведущих итальянских командах — «Фоппапедретти» (Бергамо) и «Мединекс» (Реджо-ди-Калабрия), с которыми выигрывала чемпионат, Кубок и Суперкубок Италии, а также Кубок европейских чемпионов в 1999 и Кубок ЕКВ в 2000.
После Олимпиады-2000 и до 2003 года Фернандес не выступала, а в 2003 переехала в Испанию, где продолжила спортивную карьеру в местных клубах. В 2008—2009 кубинская волейболистка один сезон провела в России, отыграв за «Ленинградку» из Санкт-Петербурга, а в 2009—2015 (с перерывами) вновь выступала в Испании, после чего завершила игровую карьеру.

### Клубная карьера
- 1991—1997 —  «Матансас»;
- 1997—1998 —  «Виченца»;
- 1998—1999 —  «Фоппапедретти» (Бергамо);
- 1999—2000 —  «Мединекс» (Реджо-ди-Калабрия);
- 2003—2004 —  УКАМ (Мурсия);
- 2004—2005 —  «Матансас»;
- 2005—2006 —  «Групо-2002» (Мурсия);
- 2006—2008 —  «Тенерифе Маричаль» (Сан-Кристобаль-де-ла-Лагуна);
- 2008—2009 —  «Ленинградка» (Санкт-Петербург);
- 2009—2010 —  КАВ «Мурсия» (Мурсия);
- 2013—2015 —  УКАМ (Мурсия).

## Достижения

### Со сборной Кубы
- 3-кратная Олимпийская чемпионка — 1992, 1996, 2000;
  - бронзовый призёр Олимпийских игр 2004
- двукратная чемпионка мира — 1994, 1998;
- двукратный победитель розыгрышей Кубка мира — 1995, 1999.
- победитель розыгрыша Всемирного Кубка чемпионов 1993;
  - серебряный призёр Всемирного Кубка чемпионов 1997.
- двукратная чемпионка Мирового Гран-при — 1993, 2000;
  - 3-кратный серебряный (1994, 1996, 1997) и двукратный бронзовый (1995, 1998) призёр Мирового Гран-при.
- 5-кратная чемпионка NORCECA — 1991, 1993, 1995, 1997, 1999.
- чемпионка Панамериканских игр 1995;
  - серебряный призёр Панамериканских игр 1999.

### С клубами[2]
- чемпионка Италии 1999;
  - серебряный призёр чемпионата Италии 2000.
- победитель розыгрыша Кубка Италии 2000.
- победитель розыгрыша Суперкубка Италии 1998.
- серебряный (2007) и 3-кратный бронзовый (2006, 2008, 2013) призёр чемпионатов Испании.
- победитель розыгрыша Кубка королевы Испании 2010.
- победитель розыгрыша Суперкубка Испании 2009.
- победитель розыгрыша Кубка европейских чемпионов 1999;
  - бронзовый призёр Лиги чемпионов ЕКВ 2007.
- победитель розыгрыша Кубка Европейской конфедерации волейбола 2000.
- бронзовый призёр Кубка вызова ЕКВ 2009.

### Индивидуальные
- 1996: лучшая нападающая Гран-при.
- 1998: лучшая нападающая чемпионата мира.
- 2000: лучшая нападающая Гран-при.
- 2009: самая результативная «финала четырёх» Кубка вызова ЕКВ.